# Koekchuch
Koekchuch era una identitat de gènere, avui dia extingida, present en els Itelmens de Sibèria. Aquests eren persones que havien sigut assignats homes en néixer, però que es comportaven com dones, es tenen registres de la seva existència durant els segles XVIII i principis del XIX.
L'investigador rus de Sibèria i Kamtxatka, Stepan Krasheninnikov, en la seva «Descripció de la Terra de Kamtxatka» (Описании земли Камчатки) va descriure els Koekchuch com a «persones de sexe transformat» (людей превращённого пола) - una categoria especial d'homes que «es vesteixen amb vestits de dones, fan la feina de les dones i no la dels homes» (в женском платье ходят, всю женскую работу отправляют, и с мужчинами не имеют никакого обхождения). Segons el relat de Krashennikov també servien com a amants. L'investigador també afirma que aquest fenomen també estava present entre els Koriaks, però que a diferència dels primers aquests tenien una opinió negativa d'aquesta identitat de gènere.